# Caille des blés
Coturnix coturnix · Caille d'Europe
Espèce
Statut de conservation UICN

 LC  : Préoccupation mineure
La Caille des blés ou Caille d'Europe (Coturnix coturnix) est une espèce de petits oiseaux migrateurs de l'ordre des Galliformes.
L'espèce est souvent confondue avec la Caille du Japon (Coturnix japonica) dont la forme  domestique est élevée pour sa chair et ses œufs.

## Description

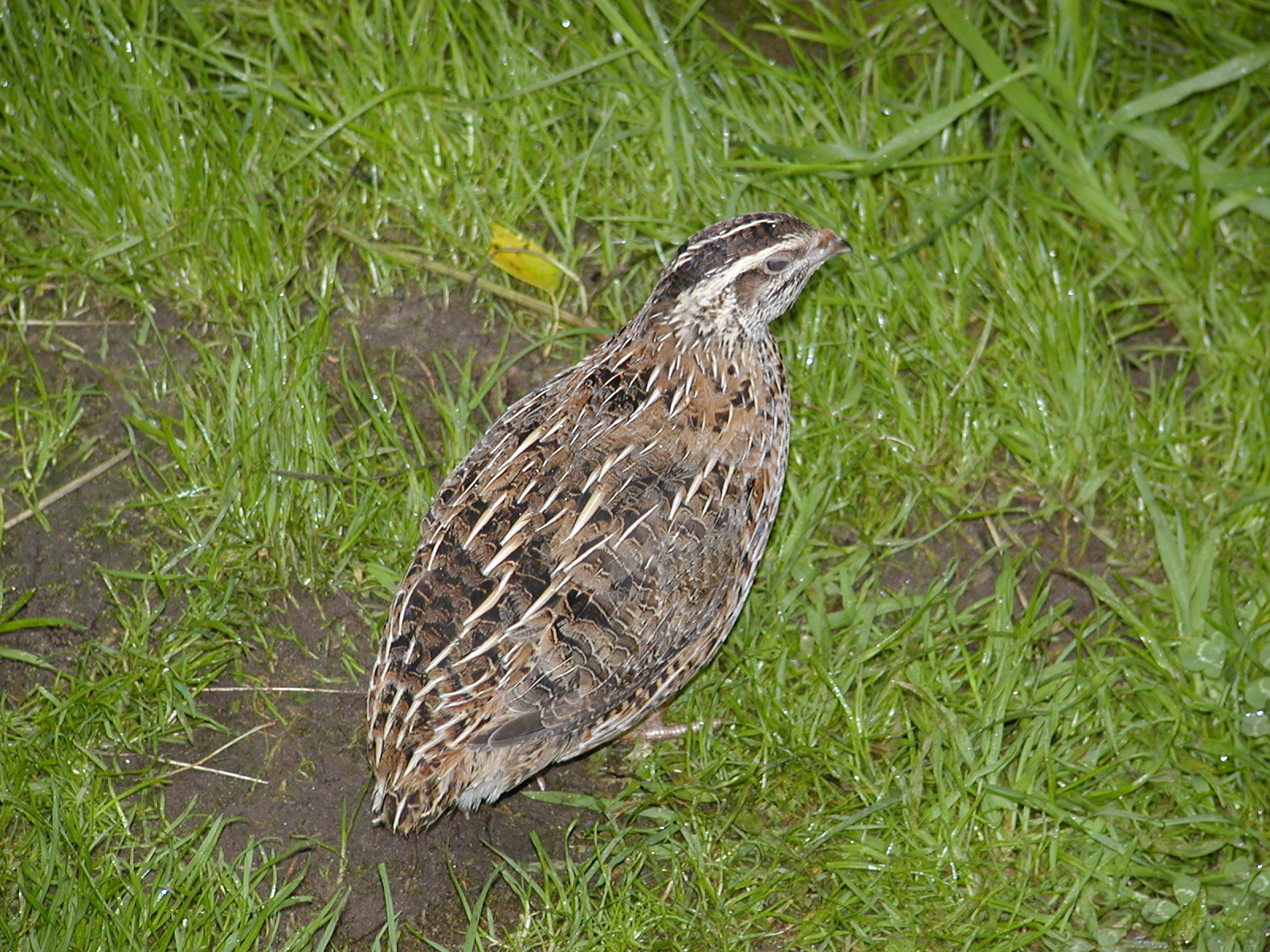

Ce Phasianidé de petite taille (longueur totale de 17 cm et envergure de 34 cm) se caractérise par un plumage brunâtre très cryptique. Il y a un léger dimorphisme sexuel.
Le mâle se reconnaît à sa gorge jaunâtre ou rougeâtre comportant une zone noire centrale plus ou moins étendue. Chez la femelle, ces parties sont blanchâtres.
Quand la caille des blés est dérangée, elle préfère s'éloigner en piétant (avancer en courant au lieu de voler, se dit des espèces à plumes dans le domaine de la chasse) dans l'épaisseur de la végétation. Son vol est rectiligne, ras et plutôt lent.
Son alimentation se compose essentiellement de substances végétales.
Pendant la période de reproduction, le mâle émet, de jour comme de nuit, de forts cris répétés composés de trois syllabes.

## Distribution et  habitat

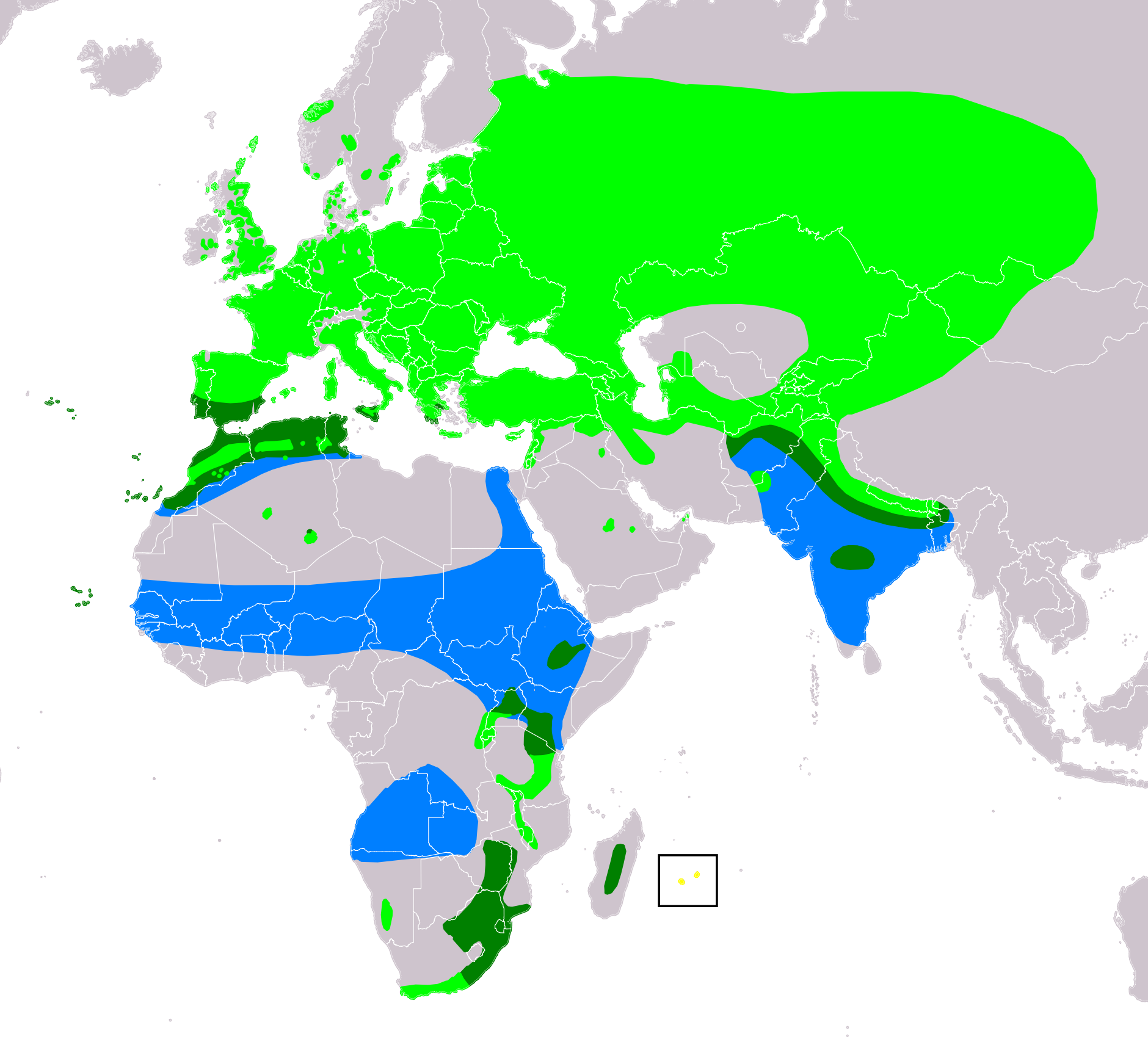
Carte de distribution. Vert foncé : résident / Vert clair : nicheur / Bleu : hivernant

La caille des blés est une espèce migratrice à très large répartition géographique. Elle niche dans le centre et le sud de l’Europe, l’ouest de l’Asie et le nord-ouest de l’Afrique, y compris les Açores, Madère, les îles Canaries, les îles du Cap-Vert, le nord de l’Égypte, Israël, le nord de l’Irak et de l’Iran. En Asie, l’aire de nidification s’étend jusqu’au lac Baïkal, au pied de l'Altaï, en Mongolie, à l’ouest de la Chine, au Pakistan, à l’Afghanistan, au Cachemire, au nord-est de l’Inde, au Népal, au Bhoutan, à l’ouest de l’Assam et au nord du Bangladesh.
Les migrateurs gagnent l’Égypte, la Libye, l’Afrique équatoriale jusqu’au nord du Kenya, l’Angola, la Zambie, l’est du Zaïre, la moitié nord de l’Inde.
Certains des oiseaux en hivernage en Afrique du Nord peuvent se reproduire partiellement avant de regagner l’Europe. Elle a été introduite à l’île Maurice.
La caille des blés fréquente les prairies, les friches, les champs de céréales ou de luzerne, en ayant une nette prédilection pour les zones sèches ou bien drainées. Elle évite les zones boisées, humides ou marécageuses. Elle se rencontre généralement au-dessous de 1 000 m en Europe, mais elle peut monter à une altitude plus élevée : 1 800 m dans le sud de l’Afrique, 2 000 m à Madagascar et 3 000 m en Afrique tropicale.

## Sous-espèces
La caille des blés présente de grandes variations dues à sa grande extension géographique et à la présence de populations isolées sédentaires. De nombreuses sous-espèces ont été décrites. Quatre d’entre elles sont probablement valides : C. c. coturnix, C. c. confisa, C. c. africana et C. c. erlangeri ; deux autres sont soit reconnues, soit mises en synonymie avec d’autres sous-espèces : C. c. conturbans et C. c. inopinata.
- C. c. coturnix (Linnaeus, 1758) est la forme nominale qui niche en Europe, dans le nord de l’Afrique, l’ouest de l’Asie et hiverne en Afrique équatoriale et dans l’est de l’Inde.
- C. c. africana (Temminck & Schlegel, 1849) vit en Afrique du Sud et à Madagascar. Cette forme est très proche de la forme nominative mais avec le dessus plus foncé[2] ne distinguent pas cette sous-espèce de la forme nominative.
- C. c. confisa (Hartert, 1917) est plus foncée que la forme nominative, mais avec des parties supérieures plus claires que C. c. africana. Il se rencontre aux îles Canaries et à Madère.
- C. c. erlangeri (Zedlitz, 1912) se rencontre dans l’est de l’Afrique, de l’Éthiopie au Zimbabwe. Cette forme est la plus foncée de toutes. Les mâles sont roux sur la face, la gorge et les parties inférieures.
- C. c. conturbans (Hartert, 1917), qui se rencontre aux Açores, est placée en synonymie avec C. c. confisa ; C. c. inopinata (Hartert, 1917), des Iles du Cap-Vert, est considérée comme non distincte de la forme nominale.

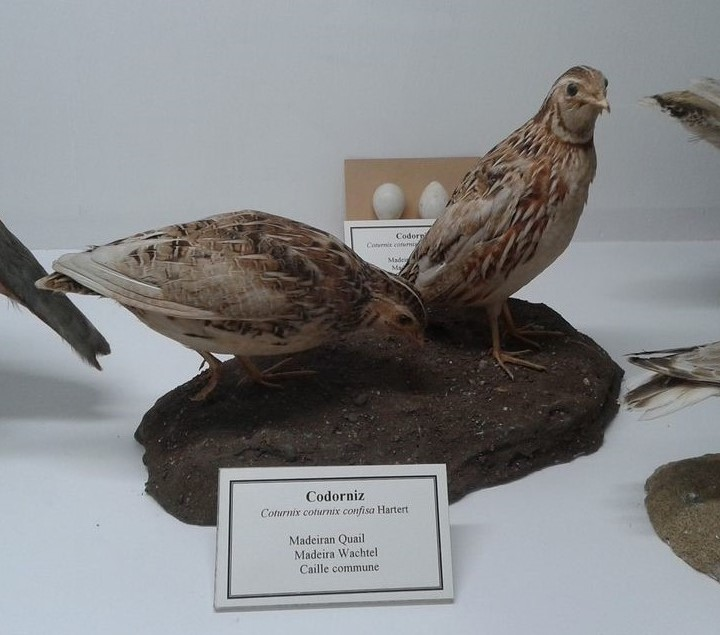
Caille de madère (Coturnix c. confisa) au musée d’histoire naturelle de Funchal
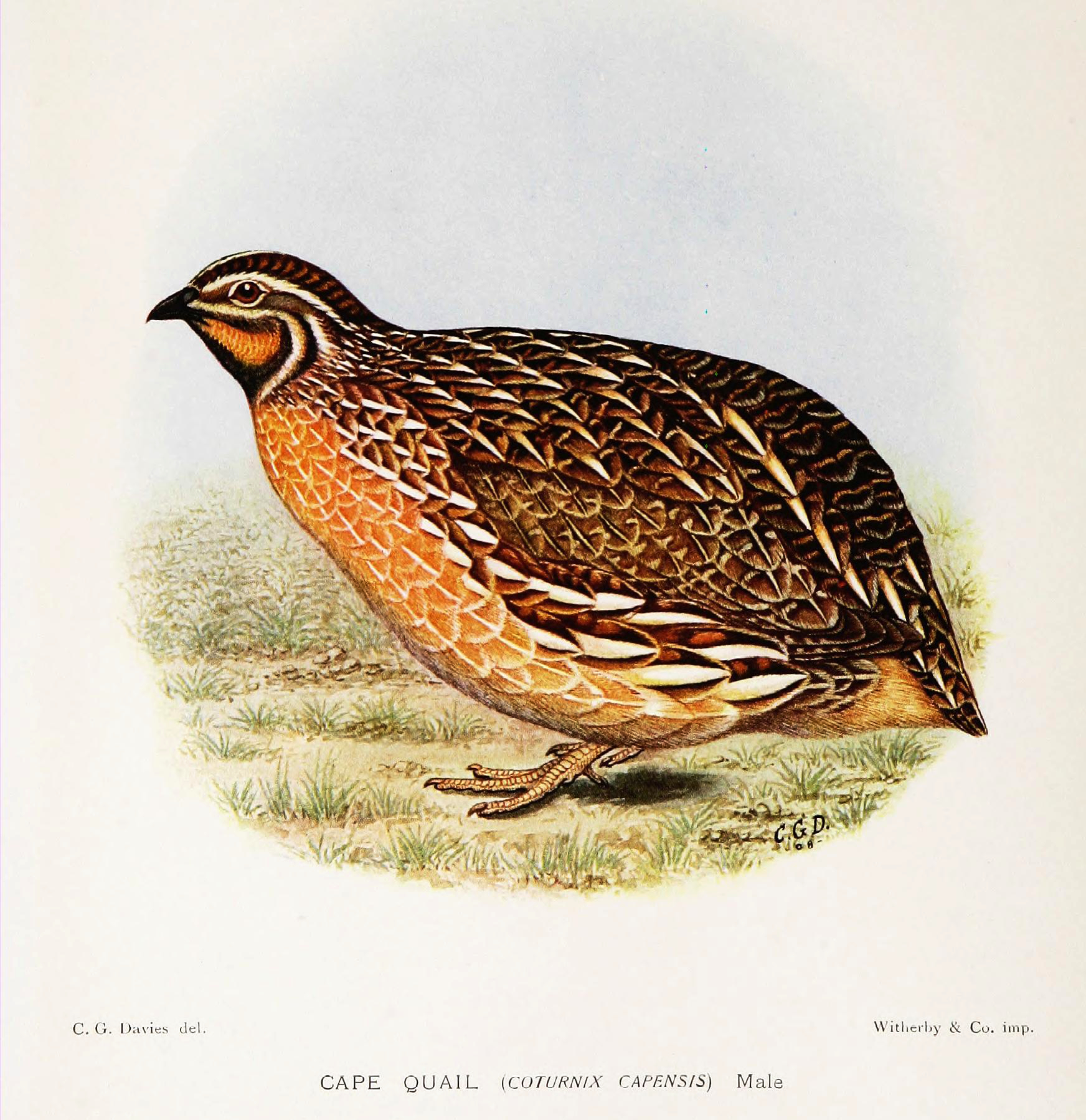
Coturnix coturnix africana
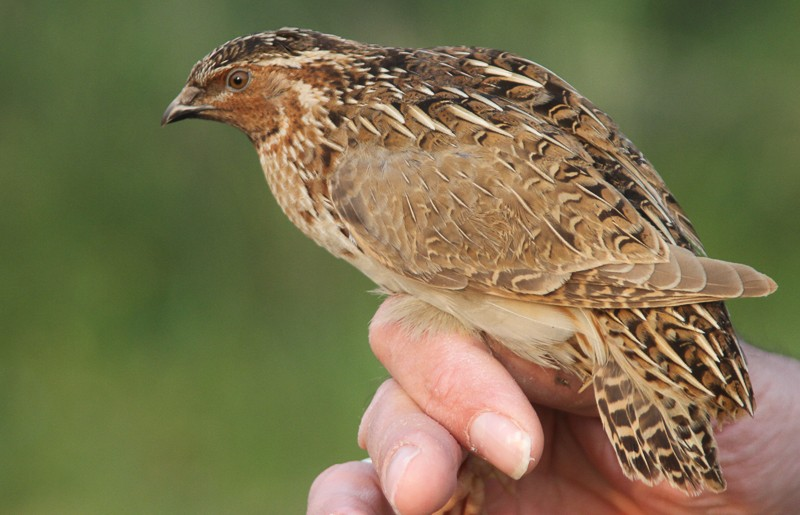
Coturnix coturnix coturnix

### Mœurs
La caille des blés est une espèce très discrète qui sait se faufiler entre les herbes, à moitié plaquée au sol. Elle se nourrit de graines et de petits invertébrés ; les graines comptant pour 90 à 100 % de son alimentation hors saison de reproduction et les invertébrés 40 à 80 % en saison de reproduction. Ses besoins en eau sont assez élevés, surtout au moment de la ponte, ce qui explique qu’elle fréquente régulièrement les points d’eau sous les climats chauds. Elle ne se perche pas, mais reste plaquée au sol, seule, dans une cuvette peu profonde, parmi la végétation. Surprise, elle s’envole brusquement, au ras du sol, dans une succession de crochets et de glissades, avant de se reposer rapidement dans la végétation et de détaler en courant. Cette caille est solitaire pendant la saison de reproduction, les mâles défendant un territoire défini. Les jeunes d’une même nichée restent ensemble jusqu’à la migration d’automne où ils rejoignent d’autres groupes. Le vol migratoire est nocturne.

## Alimentation
La caille des blés se nourrit principalement de graines et pousses de graminées, également de chenilles, de petits escargots, d'insectes et larves (surtout au moment de l'élevage des jeunes) en fonction des différents stades du cycle biologique.

## Voix
Le cri du mâle, poussé tôt le matin, tard le soir, voire la nuit, est caractéristique. On pourrait le résumer par l’onomatopée « paye tes dettes » répétée de quatre à huit fois, précédé d'une sorte de râle que l'on n'entend que d'assez près. Mais il existe aussi d’autres cris, moins caractéristiques et plus discrets, notamment celui de la femelle, qui est beaucoup plus rare, et peut être transcrit comme piou-pioup.

## Reproduction

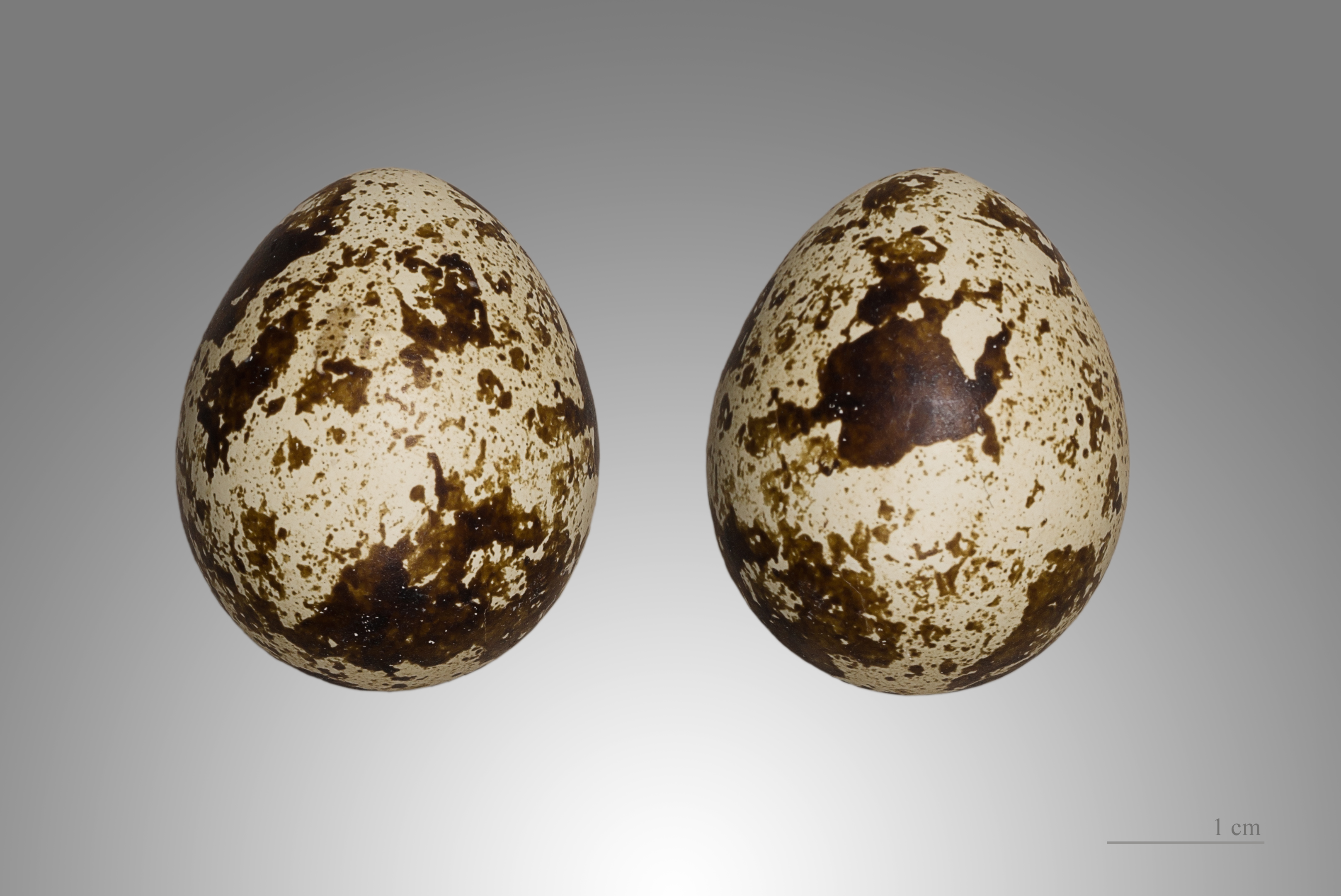
Œuf de Coturnix coturnix - Muséum de Toulouse

La caille des blés peut être monogame, bigame, polygame, suivant la densité de population et le sex ratio. En Europe, la ponte a lieu en mai-juin, parfois jusqu’en août en cas de ponte de remplacement, mais ces dates varient suivant le climat : mars-avril en Inde, mars à mai en Israël, septembre à décembre aux Iles du Cap-Vert, janvier en Zambie, etc. La femelle dépose une dizaine d’œufs au fond ocré taché de noir dans une cuvette sommairement creusée dans le sol et garnie de quelques herbes ou brindilles, mais deux femelles peuvent parfois pondre dans le même nid.

## Statut, conservation
Compte tenu de sa très grande aire de répartition, la caille des blés n’est pas considérée comme menacée bien qu’il y ait de très importantes fluctuations annuelles et que la population soit globalement décroissante en raison de la destruction de l’habitat, les prairies naturelles. Au Bangladesh, le changement de mode de culture du riz, plus intensive, a réduit la surface d’habitat favorable à cette espèce. La sécheresse, et donc la dégradation des zones sahéliennes d’hivernage, est aussi un facteur limitant pour les populations migrantes. Le dérangement par l’homme ou les animaux domestiques pose également un problème.
Mais il existe une autre menace qui pourrait être plus grave, c'est celle de la pollution génétique.

## Toxicité
La Caille des blés est aussi connue pour être parfois toxique à ingérer, durant certaines de ses migrations.
Ce problème de santé appelé coturnisme serait dû à une toxine issue de plantes toxiques (notamment la cigüe) consommées par les cailles.